# Cantón de Pontrieux
El cantón de Pontrieux era una división administrativa francesa, que estaba situada en el departamento de Costas de Armor y la región de Bretaña.

## Composición
El cantón estaba formado por ocho comunas:
- Brélidy
- Ploëzal
- Plouëc-du-Trieux
- Pontrieux
- Quemper-Guézennec
- Runan
- Saint-Clet
- Saint-Gilles-les-Bois

## Supresión del cantón de Pontrieux
En aplicación del Decreto nº 2014-150 de 13 de febrero de 2014, el cantón de Pontrieux fue suprimido el 22 de marzo de 2015 y sus 8 comunas pasaron a formar parte; siete del nuevo cantón de Bégard y una del nuevo cantón de Plouha.